# Llista de topònims de Farrera
Llista de topònims (noms propis de lloc) del municipi de Farrera, al Pallars Sobirà
Informació actualitzada per un bot. Els canvis manuals es perdran quan s'actualitzi!

## borda
| imatge | Nom                          | Ubicat a | instància de | Detalls | coordenades                                                         | Protecció | Commons (més fotos) | Dades a WD                    |
| ------ | ---------------------------- | -------- | ------------ | ------- | ------------------------------------------------------------------- | --------- | ------------------- | ----------------------------- |
|        | Borda Burgueto               | Farrera  | borda        |         | 42° 30′ 28″ N, 1° 13′ 52″ E / 42.5077446035074°N,1.23115820592991°E |           |                     | Modifica les dades a Wikidata |
|        | Borda Fosento                | Farrera  | borda        |         | 42° 30′ 05″ N, 1° 14′ 25″ E / 42.5014206458666°N,1.2403790075374°E  |           |                     | Modifica les dades a Wikidata |
|        | Borda Jordi                  | Farrera  | borda        |         | 42° 30′ 39″ N, 1° 15′ 30″ E / 42.5107198861944°N,1.25842485907414°E |           |                     | Modifica les dades a Wikidata |
|        | Borda Manresà                | Farrera  | borda        |         | 42° 29′ 43″ N, 1° 16′ 49″ E / 42.4952814101307°N,1.28028312870648°E |           |                     | Modifica les dades a Wikidata |
|        | Borda Pedescoll              | Farrera  | borda        |         | 42° 29′ 59″ N, 1° 14′ 35″ E / 42.4997774787784°N,1.24304162610067°E |           |                     | Modifica les dades a Wikidata |
|        | borda d'Ausó                 | Farrera  | borda        |         | 42° 30′ 22″ N, 1° 14′ 08″ E / 42.5061914786024°N,1.23555927872217°E |           |                     | Modifica les dades a Wikidata |
|        | borda de Dai                 | Farrera  | borda        |         | 42° 30′ 43″ N, 1° 15′ 21″ E / 42.5119305851733°N,1.25572550700952°E |           |                     | Modifica les dades a Wikidata |
|        | borda de Fossento            | Farrera  | borda        |         | 42° 29′ 56″ N, 1° 14′ 10″ E / 42.4988621060713°N,1.23621570097022°E |           |                     | Modifica les dades a Wikidata |
|        | borda de Janot               | Farrera  | borda        |         | 42° 30′ 29″ N, 1° 14′ 00″ E / 42.5080383125748°N,1.23326776531316°E |           |                     | Modifica les dades a Wikidata |
|        | borda de Manresà             | Farrera  | borda        |         | 42° 30′ 09″ N, 1° 15′ 55″ E / 42.5025730618124°N,1.2651622519419°E  |           |                     | Modifica les dades a Wikidata |
|        | borda de la Botxera          | Farrera  | borda        |         | 42° 27′ 23″ N, 1° 18′ 50″ E / 42.456266157906°N,1.314004991979°E    |           |                     | Modifica les dades a Wikidata |
|        | borda de la Canerilla        | Farrera  | borda        |         | 42° 29′ 51″ N, 1° 14′ 53″ E / 42.4976135546431°N,1.24816473311508°E |           |                     | Modifica les dades a Wikidata |
|        | borda del Quimo              | Farrera  | borda        |         | 42° 30′ 40″ N, 1° 14′ 42″ E / 42.5111255362281°N,1.24487819532504°E |           |                     | Modifica les dades a Wikidata |
|        | borda del Roc                | Farrera  | borda        |         | 42° 30′ 26″ N, 1° 14′ 41″ E / 42.5073152366584°N,1.24481442431678°E |           |                     | Modifica les dades a Wikidata |
|        | borda del Solí               | Farrera  | borda        |         | 42° 29′ 02″ N, 1° 18′ 01″ E / 42.4838259910075°N,1.30017344555307°E |           |                     | Modifica les dades a Wikidata |
|        | borda del Trillar del Fuster | Farrera  | borda        |         | 42° 30′ 25″ N, 1° 15′ 03″ E / 42.5068501627738°N,1.25091308315287°E |           |                     | Modifica les dades a Wikidata |
|        | bordes de Bedet              | Farrera  | borda        |         | 42° 28′ 45″ N, 1° 20′ 15″ E / 42.4791151714361°N,1.33755312238143°E |           |                     | Modifica les dades a Wikidata |
|        | bordes de Burg               | Farrera  | borda        |         | 42° 30′ 13″ N, 1° 17′ 44″ E / 42.5036308564497°N,1.2954379957557°E  |           |                     | Modifica les dades a Wikidata |
|        | bordes de Cabrils            | Farrera  | borda        |         | 42° 28′ 08″ N, 1° 16′ 01″ E / 42.4687659260335°N,1.26692352655833°E |           |                     | Modifica les dades a Wikidata |
|        | bordes de Cotè               | Farrera  | borda        |         | 42° 28′ 59″ N, 1° 18′ 41″ E / 42.483098536923°N,1.3113138083238°E   |           |                     | Modifica les dades a Wikidata |
|        | bordes de Dalt               | Farrera  | borda        |         | 42° 28′ 58″ N, 1° 18′ 30″ E / 42.4826407611259°N,1.3083206761791°E  |           |                     | Modifica les dades a Wikidata |
|        | bordes de Lleguna            | Farrera  | borda        |         | 42° 29′ 17″ N, 1° 16′ 46″ E / 42.488029198747°N,1.2795455250609°E   |           |                     | Modifica les dades a Wikidata |
|        | bordes de Roquer             | Farrera  | borda        |         | 42° 27′ 03″ N, 1° 16′ 42″ E / 42.4507636827648°N,1.27826715448045°E |           |                     | Modifica les dades a Wikidata |
|        | bordes de Tressó             | Farrera  | borda        |         | 42° 28′ 31″ N, 1° 18′ 19″ E / 42.4752565316164°N,1.30529585074497°E |           |                     | Modifica les dades a Wikidata |
|        | bordes de la Plana           | Farrera  | borda        |         | 42° 28′ 46″ N, 1° 19′ 18″ E / 42.47951°N,1.32179°E                  |           |                     | Modifica les dades a Wikidata |
|        | bordes des Comes             | Farrera  | borda        |         | 42° 29′ 15″ N, 1° 16′ 48″ E / 42.4875845373489°N,1.2798734876957°E  |           |                     | Modifica les dades a Wikidata |
|        | la Pleta de Conflent         | Farrera  | borda        |         | 42° 29′ 52″ N, 1° 20′ 37″ E / 42.4976648018024°N,1.34364545372934°E |           |                     | Modifica les dades a Wikidata |

## castell
| imatge | Nom                    | Ubicat a | instància de | Detalls                     | coordenades                                                    | Protecció                                  | Commons (més fotos) | Dades a WD                    |
| ------ | ---------------------- | -------- | ------------ | --------------------------- | -------------------------------------------------------------- | ------------------------------------------ | ------------------- | ----------------------------- |
|        | Castell de Burg        | Farrera  | castell      | Estil: arquitectura popular | 42° 30′ 19″ N, 1° 16′ 09″ E / 42.505333°N,1.269242°E 1269 msnm | bé integrant del patrimoni cultural català |                     | Modifica les dades a Wikidata |
|        | Castell de la Glorieta | Farrera  | castell      | Estil: arquitectura popular | 42° 30′ 17″ N, 1° 15′ 26″ E / 42.504624°N,1.257343°E           | bé integrant del patrimoni cultural català |                     | Modifica les dades a Wikidata |

## collada
| imatge | Nom               | Ubicat a         | instància de | Detalls | coordenades                                                       | Protecció | Commons (més fotos) | Dades a WD                    |
| ------ | ----------------- | ---------------- | ------------ | ------- | ----------------------------------------------------------------- | --------- | ------------------- | ----------------------------- |
|        | coll de Màniga    | Farrera          | collada      |         | 42° 30′ 00″ N, 1° 19′ 46″ E / 42.499916°N,1.329381°E 2306 msnm    |           |                     | Modifica les dades a Wikidata |
|        | coll de Serrelles | Llavorsí Farrera | collada      |         | 42° 28′ 35″ N, 1° 14′ 46″ E / 42.476388888889°N,1.2461111111111°E |           |                     | Modifica les dades a Wikidata |

## entitat singular de població
| imatge | Nom         | Ubicat a | instància de                                   | Detalls | coordenades                                                        | Protecció | Commons (més fotos) | Dades a WD                    |
| ------ | ----------- | -------- | ---------------------------------------------- | ------- | ------------------------------------------------------------------ | --------- | ------------------- | ----------------------------- |
|        | Alendo      | Farrera  | entitat singular de població                   | 5 hab   | 42° 29′ 42″ N, 1° 15′ 52″ E / 42.495125°N,1.264538°E 1279.7 msnm   |           | Alendo              | Modifica les dades a Wikidata |
|        | Burg        | Farrera  | entitat singular de població capital municipal | 42 hab  | 42° 30′ 15″ N, 1° 16′ 21″ E / 42.504217°N,1.272374°E 1279.4 msnm   |           | Burg (Farrera)      | Modifica les dades a Wikidata |
|        | Farrera     | Farrera  | entitat singular de població                   | 35 hab  | 42° 29′ 48″ N, 1° 16′ 20″ E / 42.49654°N,1.27216°E 1356 msnm       |           |                     | Modifica les dades a Wikidata |
|        | Glorieta    | Farrera  | entitat singular de població                   | 5 hab   | 42° 30′ 22″ N, 1° 15′ 29″ E / 42.50614444°N,1.258125°E 1016.6 msnm |           |                     | Modifica les dades a Wikidata |
|        | Mallolís    | Farrera  | entitat singular de població                   | 4 hab   | 42° 29′ 48″ N, 1° 15′ 36″ E / 42.49656389°N,1.25996111°E 1246 msnm |           |                     | Modifica les dades a Wikidata |
|        | Montesclado | Farrera  | entitat singular de població                   | 37 hab  | 42° 30′ 19″ N, 1° 14′ 39″ E / 42.505274°N,1.24415°E 1162.1 msnm    |           | Montesclado         | Modifica les dades a Wikidata |

## església
| imatge | Nom                             | Ubicat a | instància de | Detalls                                   | coordenades                                                                               | Protecció                                  | Commons (més fotos)               | Dades a WD                    |
| ------ | ------------------------------- | -------- | ------------ | ----------------------------------------- | ----------------------------------------------------------------------------------------- | ------------------------------------------ | --------------------------------- | ----------------------------- |
|        | Mare de Déu de la Serra         | Farrera  | església     | Estil: arquitectura romànica 12nd century | 42° 30′ 03″ N, 1° 15′ 59″ E / 42.500732°N,1.266275°E ca:Burg 1249.9 msnm                  | bé cultural d'interès local                | Mare de Déu de la Serra (Farrera) | Modifica les dades a Wikidata |
|        | Sant Bartomeu de Burg           | Farrera  | església     |                                           | 42° 30′ 16″ N, 1° 16′ 20″ E / 42.504454°N,1.272158°E 1290.3 msnm                          | bé integrant del patrimoni cultural català | Sant Bartomeu de Burg             | Modifica les dades a Wikidata |
|        | Sant Esteve de Montesclado      | Farrera  | església     |                                           | 42° 30′ 19″ N, 1° 14′ 38″ E / 42.505274°N,1.243913°E 1168.8 msnm                          | bé integrant del patrimoni cultural català |                                   | Modifica les dades a Wikidata |
|        | Sant Esteve vell de Montesclado | Farrera  | església     | Estil: arquitectura romànica              | 42° 30′ 24″ N, 1° 14′ 54″ E / 42.506778°N,1.248266°E 1168.8 msnm                          | bé integrant del patrimoni cultural català |                                   | Modifica les dades a Wikidata |
|        | Sant Francesc de Burg           | Farrera  | església     | Estil: arquitectura romànica              | 42° 30′ 12″ N, 1° 16′ 29″ E / 42.503364°N,1.27461°E 1292 msnm                             | bé integrant del patrimoni cultural català |                                   | Modifica les dades a Wikidata |
|        | Sant Martí de Mallolís          | Farrera  | església     | Estil: arquitectura popular               | 42° 29′ 42″ N, 1° 15′ 31″ E / 42.4951°N,1.25854°E 1263.1 msnm                             | bé integrant del patrimoni cultural català |                                   | Modifica les dades a Wikidata |
|        | Sant Quirze de Glorieta         | Farrera  | església     | Estil: arquitectura popular               | 42° 30′ 18″ N, 1° 15′ 27″ E / 42.505042°N,1.257587°E 1012.4 msnm                          | bé integrant del patrimoni cultural català |                                   | Modifica les dades a Wikidata |
|        | Sant Roc de Farrera             | Farrera  | església     | Estil: arquitectura popular               | 42° 29′ 50″ N, 1° 16′ 18″ E / 42.497177°N,1.271633°E 1358.7 msnm                          | bé integrant del patrimoni cultural català | Sant Roc de Farrera               | Modifica les dades a Wikidata |
|        | Santa Eulàlia d'Alendo          | Farrera  | església     | Estil: arquitectura romànica              | 42° 29′ 47″ N, 1° 15′ 51″ E / 42.4965°N,1.26409°E 1279.7 msnm                             | bé cultural d'interès local                | Santa Eulàlia d'Alendo            | Modifica les dades a Wikidata |
|        | Santa Llúcia de Farrera         | Farrera  | església     |                                           | 42° 29′ 54″ N, 1° 16′ 22″ E / 42.4983°N,1.27281°E 1358.7 msnm                             |                                            |                                   | Modifica les dades a Wikidata |
|        | Santa Magdalena de Ribalera     | Farrera  | església     | Estil: arquitectura romànica 11st century | 42° 28′ 04″ N, 1° 20′ 25″ E / 42.467792°N,1.340258°E ca:Vall de Santa Magdalena 1556 msnm | bé integrant del patrimoni cultural català | Santa Magdalena de la Ribalera    | Modifica les dades a Wikidata |

## font
| imatge | Nom                    | Ubicat a | instància de | Detalls | coordenades | Protecció | Commons (més fotos) | Dades a WD                    |
| ------ | ---------------------- | -------- | ------------ | ------- | --- | --------- | ------------------- | ----------------------------- |
|        | font de Cap de Castell | Farrera  | font         |         | 42° 30′ 15″ N, 1° 14′ 44″ E / 42.5040843362326°N,1.2455377100658°E                                                                     |           |                     | Modifica les dades a Wikidata |
|        | font de Casals         | Farrera  | font         |         | 42° 28′ 27″ N, 1° 19′ 21″ E / 42.4740681564719°N,1.32245619427519°E                                                                    |           |                     | Modifica les dades a Wikidata |
|        | font de Raio           | Farrera  | font         |         | 42° 28′ 16″ N, 1° 17′ 41″ E / 42.4711439504243°N,1.29460530954959°E 42° 28′ 16″ N, 1° 17′ 36″ E / 42.4710007013365°N,1.2934166366696°E |           |                     | Modifica les dades a Wikidata |
|        | font de Serret         | Farrera  | font         |         | 42° 28′ 05″ N, 1° 19′ 14″ E / 42.4681761138285°N,1.32044841127681°E                                                                    |           |                     | Modifica les dades a Wikidata |
|        | font de la Canal       | Farrera  | font         |         | 42° 29′ 03″ N, 1° 15′ 32″ E / 42.484116203345°N,1.2589692602331°E                                                                      |           |                     | Modifica les dades a Wikidata |

## masia
| imatge | Nom          | Ubicat a | instància de | Detalls | coordenades                                                         | Protecció | Commons (més fotos) | Dades a WD                    |
| ------ | ------------ | -------- | ------------ | ------- | ------------------------------------------------------------------- | --------- | ------------------- | ----------------------------- |
|        | Ca la Maria  | Farrera  | masia        |         | 42° 29′ 48″ N, 1° 16′ 21″ E / 42.496605867548°N,1.27254365133325°E  |           |                     | Modifica les dades a Wikidata |
|        | Cal Cotè     | Farrera  | masia        |         | 42° 26′ 59″ N, 1° 13′ 35″ E / 42.4497663659828°N,1.22645544922976°E |           |                     | Modifica les dades a Wikidata |
|        | Cal Curt     | Farrera  | masia        |         | 42° 26′ 46″ N, 1° 16′ 07″ E / 42.4461790711598°N,1.26865294827317°E |           |                     | Modifica les dades a Wikidata |
|        | Cal Gravat   | Farrera  | masia        |         | 42° 26′ 45″ N, 1° 16′ 06″ E / 42.4459031387649°N,1.26827144520036°E |           |                     | Modifica les dades a Wikidata |
|        | Cal Jutge    | Farrera  | masia        |         | 42° 29′ 43″ N, 1° 15′ 51″ E / 42.495166417613°N,1.26429616916271°E  |           |                     | Modifica les dades a Wikidata |
|        | Cal Manresà  | Farrera  | masia        |         | 42° 29′ 48″ N, 1° 16′ 19″ E / 42.4966600753021°N,1.27195803135081°E |           |                     | Modifica les dades a Wikidata |
|        | Cal Marçal   | Farrera  | masia        |         | 42° 29′ 49″ N, 1° 16′ 17″ E / 42.4968597766635°N,1.27146575686954°E |           |                     | Modifica les dades a Wikidata |
|        | Cal Pergo    | Farrera  | masia        |         | 42° 29′ 44″ N, 1° 15′ 32″ E / 42.4955360389168°N,1.25898021716012°E |           |                     | Modifica les dades a Wikidata |
|        | Cal Poblador | Farrera  | masia        |         | 42° 29′ 51″ N, 1° 16′ 20″ E / 42.4973846205987°N,1.27223014353342°E |           |                     | Modifica les dades a Wikidata |
|        | Cal Pubill   | Farrera  | masia        |         | 42° 29′ 42″ N, 1° 15′ 54″ E / 42.4948811505257°N,1.2650828744246°E  |           |                     | Modifica les dades a Wikidata |
|        | Cal Ramonet  | Farrera  | masia        |         | 42° 29′ 42″ N, 1° 15′ 31″ E / 42.4949733109543°N,1.25869160606578°E |           |                     | Modifica les dades a Wikidata |
|        | Cal Roquer   | Farrera  | masia        |         | 42° 26′ 47″ N, 1° 16′ 04″ E / 42.4465080995241°N,1.2677805535871°E  |           |                     | Modifica les dades a Wikidata |
|        | el Balsirroi | Farrera  | masia        |         | 42° 29′ 15″ N, 1° 19′ 09″ E / 42.4876°N,1.3193°E 2196.5 msnm        |           |                     | Modifica les dades a Wikidata |

## muntanya
| imatge | Nom                          | Ubicat a         | instància de | Detalls | coordenades                                                          | Protecció | Commons (més fotos) | Dades a WD                    |
| ------ | ---------------------------- | ---------------- | ------------ | ------- | -------------------------------------------------------------------- | --------- | ------------------- | ----------------------------- |
|        | Bony del Collar              | Farrera          | muntanya     |         | 42° 29′ 22″ N, 1° 20′ 47″ E / 42.48933889°N,1.34640833°E 2314.1 msnm |           |                     | Modifica les dades a Wikidata |
|        | Cap de Juverri               | Farrera          | muntanya     |         | 42° 28′ 32″ N, 1° 17′ 09″ E / 42.4756°N,1.28579°E 2085.3 msnm        |           |                     | Modifica les dades a Wikidata |
|        | Cap de l'Orri Vell           | Farrera          | muntanya     |         | 42° 28′ 20″ N, 1° 19′ 08″ E / 42.4721°N,1.3189°E 2013.3 msnm         |           |                     | Modifica les dades a Wikidata |
|        | Cap de la Peguera            | Llavorsí Farrera | muntanya     |         | 42° 28′ 47″ N, 1° 14′ 44″ E / 42.47977222°N,1.24545833°E 2033.5 msnm |           |                     | Modifica les dades a Wikidata |
|        | Cap del Bosc de Burg         | Farrera          | muntanya     |         | 42° 29′ 32″ N, 1° 18′ 37″ E / 42.49216667°N,1.310325°E 2205.2 msnm   |           |                     | Modifica les dades a Wikidata |
|        | Cap del Bosc de Mallolís     | Farrera          | muntanya     |         | 42° 28′ 30″ N, 1° 16′ 12″ E / 42.47499722°N,1.27011389°E 1958.6 msnm |           |                     | Modifica les dades a Wikidata |
|        | Cap del Ras de la Font Negra | Farrera          | muntanya     |         | 42° 29′ 45″ N, 1° 19′ 37″ E / 42.49594167°N,1.32703333°E 2390.6 msnm |           |                     | Modifica les dades a Wikidata |
|        | Madrona                      | Farrera          | muntanya     |         | 42° 28′ 55″ N, 1° 18′ 11″ E / 42.482°N,1.30314°E 1834.7 msnm         |           |                     | Modifica les dades a Wikidata |
|        | Pic de Màniga                | Alins Farrera    | muntanya     |         | 42° 30′ 21″ N, 1° 19′ 44″ E / 42.505735°N,1.328839°E 2517 msnm       |           | Pic de Màniga       | Modifica les dades a Wikidata |
|        | Pic de l'Espasa              | Llavorsí Farrera | muntanya     |         | 42° 29′ 29″ N, 1° 14′ 04″ E / 42.49130833°N,1.23441917°E 1530.8 msnm |           |                     | Modifica les dades a Wikidata |
|        | Pui d'Urdosa                 | Llavorsí Farrera | muntanya     |         | 42° 28′ 16″ N, 1° 14′ 54″ E / 42.471185°N,1.248309°E 2226 msnm       |           | Pui d'Urdosa        | Modifica les dades a Wikidata |
|        | Roc Raset                    | Llavorsí Farrera | muntanya     |         | 42° 29′ 12″ N, 1° 14′ 07″ E / 42.4866°N,1.23541°E 1798.4 msnm        |           |                     | Modifica les dades a Wikidata |
|        | Roc Roi                      | Llavorsí Farrera | muntanya     |         | 42° 28′ 57″ N, 1° 14′ 30″ E / 42.4824°N,1.24162°E 1973.9 msnm        |           |                     | Modifica les dades a Wikidata |
|        | Roc del Balsirroi            | Farrera          | muntanya     |         | 42° 29′ 16″ N, 1° 19′ 08″ E / 42.4878°N,1.31898°E 2205 msnm          |           |                     | Modifica les dades a Wikidata |
|        | Roca de Castellar            | Farrera          | muntanya     |         | 42° 29′ 55″ N, 1° 16′ 12″ E / 42.49859722°N,1.26990556°E 1355.4 msnm |           |                     | Modifica les dades a Wikidata |
|        | Roca de l'Estret             | Farrera          | muntanya     |         | 42° 28′ 01″ N, 1° 18′ 11″ E / 42.4669°N,1.30317°E 1633.9 msnm        |           |                     | Modifica les dades a Wikidata |
|        | Turó de Sant Andreu          | Farrera          | muntanya     |         | 42° 29′ 56″ N, 1° 14′ 09″ E / 42.49896944°N,1.23574944°E 1287.3 msnm |           |                     | Modifica les dades a Wikidata |
|        | el Dolmador                  | Farrera          | muntanya     |         | 42° 27′ 40″ N, 1° 18′ 52″ E / 42.46115°N,1.31451667°E 2110.9 msnm    |           |                     | Modifica les dades a Wikidata |
|        | el Farro                     | Alins Farrera    | muntanya     |         | 42° 30′ 52″ N, 1° 15′ 54″ E / 42.51455556°N,1.26495833°E 1656.1 msnm |           |                     | Modifica les dades a Wikidata |
|        | els Bonys                    | Farrera          | muntanya     |         | 42° 27′ 50″ N, 1° 16′ 58″ E / 42.4638°N,1.28278°E 2183.7 msnm        |           |                     | Modifica les dades a Wikidata |
|        | lo Covil                     | Alins Farrera    | muntanya     |         | 42° 31′ 07″ N, 1° 21′ 23″ E / 42.51861778°N,1.35638333°E 2575 msnm   |           |                     | Modifica les dades a Wikidata |

## serra
| imatge | Nom                     | Ubicat a | instància de | Detalls | coordenades                                                          | Protecció | Commons (més fotos) | Dades a WD                    |
| ------ | ----------------------- | -------- | ------------ | ------- | -------------------------------------------------------------------- | --------- | ------------------- | ----------------------------- |
|        | Serra de Màniga         | Farrera  | serra        |         | 42° 30′ 34″ N, 1° 18′ 15″ E / 42.5095°N,1.30426°E 2517.3 msnm        |           |                     | Modifica les dades a Wikidata |
|        | Serra de la Font Negra  | Farrera  | serra        |         | 42° 29′ 32″ N, 1° 19′ 14″ E / 42.4923°N,1.32069°E 2390.6 msnm        |           |                     | Modifica les dades a Wikidata |
|        | Serra del Collar        | Farrera  | serra        |         | 42° 29′ 30″ N, 1° 20′ 15″ E / 42.4917°N,1.33754°E 2349.1 msnm        |           |                     | Modifica les dades a Wikidata |
|        | Serrat de Castellarnau  | Farrera  | serra        |         | 42° 27′ 21″ N, 1° 18′ 23″ E / 42.45571667°N,1.30643889°E 147.5 msnm  |           |                     | Modifica les dades a Wikidata |
|        | Serrat de Castenàs      | Farrera  | serra        |         | 42° 27′ 50″ N, 1° 16′ 59″ E / 42.46399167°N,1.28314722°E 2183.6 msnm |           |                     | Modifica les dades a Wikidata |
|        | Serrat de les Canals    | Farrera  | serra        |         | 42° 29′ 10″ N, 1° 14′ 08″ E / 42.48618056°N,1.23559222°E 1967.4 msnm |           |                     | Modifica les dades a Wikidata |
|        | Serrat de les Collades  | Farrera  | serra        |         | 42° 27′ 42″ N, 1° 15′ 19″ E / 42.4617°N,1.25532°E 2041.9 msnm        |           |                     | Modifica les dades a Wikidata |
|        | Serrat del Bosc de Burg | Farrera  | serra        |         | 42° 29′ 30″ N, 1° 18′ 12″ E / 42.4917°N,1.30344°E 2205.2 msnm        |           |                     | Modifica les dades a Wikidata |
|        | Serrat del Solà         | Farrera  | serra        |         | 42° 29′ 11″ N, 1° 16′ 18″ E / 42.4863°N,1.27166°E 1781.7 msnm        |           |                     | Modifica les dades a Wikidata |

## Misc
| imatge | Nom                          | Ubicat a                                                          | instància de      | Detalls                                      | coordenades                                                                                               | Protecció                                  | Commons (més fotos)    | Dades a WD                    |
| ------ | ---------------------------- | ----------------------------------------------------------------- | ----------------- | -------------------------------------------- | --- | ------------------------------------------ | ---------------------- | ----------------------------- |
|        | Bassa d'aigua                | Farrera                                                           | bassa             | Estil: arquitectura popular                  | | bé integrant del patrimoni cultural català |                        | Modifica les dades a Wikidata |
|        | Cal Marçal                   | Farrera                                                           | casa              |                                              | 42° 29′ 49″ N, 1° 16′ 17″ E / 42.4968505913685°N,1.27145384055359°E                                       |                                            |                        | Modifica les dades a Wikidata |
|        | Coma de Burg                 | Farrera                                                           | coma              |                                              | 42° 30′ 03″ N, 1° 16′ 03″ E / 42.50093611°N,1.26746111°E 1000 2000 msnm                                   |                                            | Coma de Burg           | Modifica les dades a Wikidata |
|        | Ordossa                      | Farrera                                                           | vèrtex geodèsic   | Alt: 1.2m                                    | 42° 28′ 16″ N, 1° 14′ 54″ E / 42.47116°N,1.248342°E 2225.867 msnm                                         |                                            |                        | Modifica les dades a Wikidata |
|        | Pont de Glorieta             | Farrera                                                           | pont              |                                              | 42° 30′ 17″ N, 1° 15′ 29″ E / 42.5048323442739°N,1.25796761785762°E                                       |                                            |                        | Modifica les dades a Wikidata |
|        | casa consistorial de Farrera | Farrera                                                           | casa consistorial |                                              | 42° 30′ 14″ N, 1° 16′ 25″ E / 42.50385055050037°N,1.2734966818447362°E                                    |                                            |                        | Modifica les dades a Wikidata |
|        | estanyol de Sabollera        | Farrera les Valls de Valira                                       | llac glacial      |                                              | 42° 30′ 52″ N, 1° 21′ 55″ E / 42.514499291358°N,1.3652456178321°E                                         |                                            |                        | Modifica les dades a Wikidata |
|        | la Bastida de Manresà        | Farrera                                                           | edifici           | Estil: arquitectura popular                  | 42° 29′ 49″ N, 1° 16′ 18″ E / 42.497057°N,1.271641°E                                                      | bé cultural d'interès local                |                        | Modifica les dades a Wikidata |
|        | riu de Santa Magdalena       | Farrera les Valls de Valira Montferrer i Castellbò Llavorsí Rialb | curs d'aigua      | Desemboca: Noguera Pallaresa Conca: 109.8km² | 42° 30′ 05″ N, 1° 19′ 49″ E / 42.501494°N,1.330232°E 42° 28′ 01″ N, 1° 11′ 57″ E / 42.466955°N,1.199188°E |                                            | Riu de Santa Magdalena | Modifica les dades a Wikidata |